# Dasychira taiwanensis
Dasychira taiwanensis är en fjärilsart som beskrevs av Matsumura 1927. Dasychira taiwanensis ingår i släktet Dasychira och familjen tofsspinnare. Inga underarter finns listade i Catalogue of Life.